# Amphoe Wiang Sa (Surat Thani)
Amphoe Wiang Sa (Thai: เวียงสระ) ist ein Landkreis  (Amphoe – Verwaltungs-Distrikt) im Südosten der Provinz Surat Thani. Die Provinz Surat Thani liegt in der Südregion von Thailand.

## Geographie
Benachbarte Bezirke (von Westen im Uhrzeigersinn): die Amphoe Phrasaeng, Khian Sa und Ban Na San in der Provinz Surat Thani sowie die Amphoe Phipun, Chawang und Tham Phannara der Provinz Nakhon Si Thammarat.
Der Maenam Tapi (Tapi-Fluss) bildet die westliche Grenze des Landkreises. Kleinere Flussläufe im Kreis sind der Khlong Nam Thao (คลองน้ำเฒ่า), der Khlong Tan (คลองตาล) und der Khlong Chanuan (คลองฉนวน). Im Westen des Landkreises fällt das Land zur Ebene des Tapi ab, während sich im Osten die Hügel der Nakhon-Si-Thammarat-Bergkette befinden.
Der Nordosten des Kreises ist im Nationalpark Tai Rom Yen (อุทยานแห่งชาติใต้ร่มเย็น) geschützt.

## Geschichte
Wiang Sa war ursprünglich nach dem Untergang des Srivijaya-Reiches Ende des 13. Jahrhunderts ein kleinerer Stadtstaat (Mueang) im Königreich Nakhon Si Thammarat.
Während der Thesaphiban-Verwaltungsreform Ende des 19. Jahrhunderts wurde er in einen Distrikt namens Khlong Tan (คลองตาล) umgewandelt. Kurz darauf im Jahr 1896 wurde Wiang Sa jedoch zu einem Tambon im Kreis Lamphun, dem heutigen Amphoe Ban Na San herabgestuft. Am 10. März 1968 wurde Wiang Sa zu einem Unterbezirk (King Amphoe), indem die Tambon Wiang Sa und Thung Luang vom Amphoe Ban Na San abgetrennt wurden.
Am 17. November 1971 wurde Wiang Sa zum Amphoe heraufgestuft.
Amphoe Wiang Sa war während der 1970er-Jahre ein Zentrum des Aufstandes der Kommunistischen Partei Thailands gegen die Regierung. Am 16. Februar töteten kommunistische Kämpfer hier Prinzessin Vibhavadi Rangsit, eine Vertraute von König Bhumibol Adulyadej und Hofdame von Königin Sirikit, die sich für die Entwicklung der Provinzen im Süden engagierte. Sie war mit einem Hubschrauber unterwegs, um der Grenzschutzpolizei Unterstützungslieferungen zu bringen.

## Sehenswürdigkeiten
- Nationalparks:
  - Nationalpark Tai Rom Yen (อุทยานแห่งชาติใต้ร่มเย็น) – der 425 km² große Park wurde am 31. Dezember 1991 eröffnet. Er hat zahlreiche Wasserfälle, wie zum Beispiel dem 22-stufigen Dard-Fa-Wasserfall (Thai: น้ำตกดาดฟ้า).

## Verwaltung

### Provinzverwaltung
Amphoe Wiang Sa besteht aus fünf Unterbezirken (Tambon), die weiter in 64 Dörfer (Muban) gegliedert sind.
| \| Nr. \| Name \| Thai \| Muban \| Einw.[4] \| \| --- \| -------------- \| -------- \| ----- \| -------- \| \| 1. \| Wiang Sa \| เวียงสระ \| 10 \| 10.554 \| \| 2. \| Ban Song \| บ้านส้อง \| 18 \| 24.374 \| \| 3. \| Khlong Chanuan \| คลองฉนวน \| 12 \| 08.693 \| \| 4. \| Thung Luang \| ทุ่งหลวง \| 16 \| 10.789 \| \| 5. \| Khao Niphan \| เขานิพันธ์ \| 08 \| 06.198 \| |                |          |       |        |
| Nr. | Name           | Thai     | Muban | Einw.  |
| 1. | Wiang Sa       | เวียงสระ  | 10    | 10.554 |
| 2. | Ban Song       | บ้านส้อง   | 18    | 24.374 |
| 3. | Khlong Chanuan | คลองฉนวน | 12    | 08.693 |
| 4. | Thung Luang    | ทุ่งหลวง   | 16    | 10.789 |
| 5. | Khao Niphan    | เขานิพันธ์  | 08    | 06.198 |

### Lokalverwaltung
Es gibt fünf Kleinstädte (Thesaban Tambon) im Landkreis:
- Wiang Sa (เทศบาลตำบลเวียงสระ) besteht aus Teilen der Tambon Wiang Sa und Ban Song,
- Ban Song (เทศบาลตำบลบ้านส้อง) besteht aus den restlichen Teilen des Tambon Ban Song,
- Khao Niphan (เทศบาลตำบลเขานิพันธ์) besteht aus dem gesamten Tambon Khao Niphan,
- Thung Luang (เทศบาลตำบลทุ่งหลวง) besteht aus dem gesamten Tambon Thung Luang,
- Mueang Wiang (เทศบาลตำบลเมืองเวียง) besteht aus weiteren Teilen des Tambon Wiang Sa.

Tambon Khlong Chanuan wird von einer „Tambon-Verwaltungsorganisation“ (องค์การบริหารส่วนตำบล – Tambon Administrative Organization, TAO) verwaltet.